# Scopula armeniaca
Scopula armeniaca là một loài bướm đêm trong họ Geometridae.